# Мастхорн
Мастхорн (нем. Masthorn) — община в Германии, в земле Рейнланд-Пфальц. 
Входит в состав района Айфель-Битбург-Прюм. Подчиняется управлению Прюм.  Население составляет 65 человек (на 31 декабря 2010 года). Занимает площадь 4,54 км².